# La Botte Gardiane
 (mai 2019).
Si vous disposez d'ouvrages ou d'articles de référence ou si vous connaissez des sites web de qualité traitant du thème abordé ici, merci de compléter l'article en donnant les références utiles à sa vérifiabilité et en les liant à la section « Notes et références ».
 (mai 2019).
La Botte Gardiane est une marque de chaussures sandales et accessoires du cuir fondée dans le Gard, à La Calmette en 1958.

## Histoire
Fondée en 1958 par René Peloux à La Calmette (Gard)[réf. nécessaire] dont il fut également maire de 1959 à 1971, La Botte Gardiane fabrique à l'origine des bottes de travail qu'utilisaient les gardians pour monter à cheval.
Des nu-pieds étaient réalisées dans les chutes de cuirs[réf. souhaitée].
En 1995, la société est en liquidation. Elle est alors reprise par Michel Agulhon, spécialiste de la chaussure de sécurité.
Jusque-là produit de niche, c'est en 2002, que la Botte Gardiane voit son marché s'agrandir avec un succès auprès de la clientèle japonaise.
En 2004, La Botte Gardiane collabore avec Céline.
L'entreprise est classée EPV depuis 2007 (entreprise du patrimoine vivant) grâce à son savoir faire artisanal 100% français dont la technique unique du cousu cloué collé pour le montage de la semelle des bottes.
C'est en 2014 que La Botte Gardiane ouvre son premier point de vente à Paris dans le 11e.
En 2018, La Botte Gardiane fête ses 60 ans. L'entreprise compte 23 salariés, dont 17 pour la seule fabrication. Elle est dirigée par les enfants de Michel, Antoine, Julien et Fanny Agulhon et propose plus de 200 modèles dans près de 100 coloris différents, toujours fabriqués à la main. Le sur mesure est également proposé sur des bottes, bottines à talon, chaussures basses et nus-pieds.
L'entreprise possède quatre points de vente en France et de nombreux revendeurs au Japon, États-Unis ou Corée.
L'atelier lui, a déménagé à Aigues-Vives dans le Gard sur un nouveau site de production.

## Les chiffres en 2018[7],[8]
- 23 salariés.
- Chiffre d'affaires 1,4 million d'euros.
- 35 % des ventes sont réalisées à l'export.